# 米爾敦 (新澤西州)
米爾敦（英語：Milltown）是位於美國新澤西州米德爾塞克斯縣的自治市鎮。

## 人口
根據2020年美國人口普查的數據，米爾敦的面積為4.13平方千米，當中陸地面積為4.02平方千米，而水域面積為0.11平方千米。當地共有人口7037人，而人口密度為每平方千米1,704人。